# 杨佳鹏
杨佳鹏（1954年—），四川大竹人，汉族，中华人民共和国政治人物、第十二届全国人民代表大会四川地区代表。
毕业于四川省委党校行政管理。2013年，担任全国人大代表。